# Cecil Parker
Cecil Parker (* 3. September 1897 in Hastings, East Sussex, England als Cecil Schwabe; † 20. April 1971 in Brighton, East Sussex, England) war ein britischer Schauspieler, der in Charakterrollen besonders oft auf hochnäsig wirkende Figuren besetzt wurde.

## Leben
Cecil Parker wurde unter dem Namen Cecil Schwabe an der englischen Südküste in Hastings geboren. Der Nachname Parker, den er für seine Schauspielkarriere verwendete, war der Mädchenname seiner Mutter. Nach einem Einsatz als Sergeant im Ersten Weltkrieg begann er 1922 seine Schauspielkarriere. Er trat sowohl am Londoner East End als auch in Irland auf. 1933 gab er sein Filmdebüt in einer Nebenrolle in The Golden Cage und konnte sich in den nächsten Jahren im Filmgeschäft etablieren. Sein internationaler Durchbruch gelang ihm 1938 in dem Hitchcock-Film Eine Dame verschwindet in der Rolle des unsympathischen Ehebrechers Mr. Todhunter. Ein weiteres Mal unter Hitchcocks Regie spielte er 1949 in dem Film Sklavin des Herzens neben Ingrid Bergman; er verkörperte den Gouverneur von Australien zur Koloniezeit.
1938 trat er mit Die Zitadelle in der Verfilmung eines Werkes von Archibald Joseph Cronin auf, nur zwei Jahre später spielte er mit Die Sterne blicken herab erneut in einer Cronin-Verfilmung. In den folgenden Jahrzehnten arbeitete Parker sowohl im britischen Kino als auch in Hollywood. 1946 war er in Caesar und Cleopatra an der Seite von Vivien Leigh und Claude Rains als britischer Sklave zu sehen. Häufig verkörperte er komische, aber dennoch würdige und respektable Figuren, die auch dann noch würdig wirkten, wenn sie es gar nicht waren, etwa als Gauner Major Courtney in der Schwarzen Komödie Ladykillers (1955) aus den Ealing Studios. Ein weiterer Film aus den Ealing Studios unter Mitwirkung von ihm war Der Mann im weißen Anzug (1951), wo er als Textilfabrikant gegen Alec Guinness’ Erfindung einer reißfesten, schmutzabweisenden Kunstfaser opponiert. 1955 verkörperte er den dekadenten König Roderich von England in der Mittelalter-Komödie Der Hofnarr neben Danny Kaye und Basil Rathbone. Als etwas biederer Diplomat und Schwager von Ingrid Bergmans Hauptfigur war er in Stanley Donens Liebeskomödie Indiskret (1958) zu sehen.
In den 1960ern wirkte Parker noch gelegentlich in einigen Filmen mit, zum Beispiel in der Slapstickkomödie Ist ja irre – ’ne abgetakelte Fregatte. Er hatte außerdem Gastauftritte in Fernsehproduktionen wie Mit Schirm, Charme und Melone. In dem deutschen Edgar-Wallace-Film Das Rätsel des silbernen Dreiecks (1966) spielte er Sir John. 1969 zog sich Parker nach rund 100 Film- und Fernsehauftritten aus dem Schauspielgeschäft zurück, zwei Jahre später starb er mit 73 Jahren.
Mit seiner Frau Murial Ann Randall Brown war er ab 1927 verheiratet, sie hatten eine Tochter Angela.
2018 veröffentlichte sein Neffe Tim Parker die Chronik der Familie Schwabe in dem Buch A Question of Identity.

## Filmografie (Auswahl)
- 1933: The Golden Cage
- 1934: Little Friend
- 1936: Der Mann, der sein Gehirn austauschte (The Man Who Changed His Mind)
- 1937: Dunkle Geschäfte (Dark Journey)
- 1937: Sturm im Wasserglas (Storm in a Teacup)
- 1938: Eine Dame verschwindet (The Lady Vanishes)
- 1938: Die Zitadelle (The Citadel)
- 1940: Die Sterne blicken herab (The Stars Look Down)
- 1945: Caesar und Cleopatra (Caesar and Cleopatra)
- 1946: Paganini (The Magic Bow)
- 1946: Der kupferne Berg (Hungry Hill)
- 1947: Captain Boycott
- 1947: Die Schwindlerin (The Woman in the Hall)
- 1948: Quartett (Quartet)
- 1949: Sklavin des Herzens (Under Capricorn)
- 1949: Keine Wahl ohne Qual (The Chiltern Hundreds)
- 1951: Der Mann im weißen Anzug (The Man in the White Suit)
- 1951: Der wunderbare Flimmerkasten (The Magic Box)
- 1954: Glück auf Raten (For Better, for Worse)
- 1954: Die seltsamen Wege des Pater Brown (Father Brown)
- 1955: So etwas lieben die Frauen (The Constant Husband)
- 1955: Der Hofnarr (The Court Jester)
- 1955: Ladykillers (The Ladykillers)
- 1956: 23 Schritte zum Abgrund (23 Paces to Baker Street)
- 1956: Wie herrlich, jung zu sein (It’s Great to Be Young!)
- 1957: Zustände wie im Paradies (The Admirable Crichton)
- 1958: Zwei Städte (A Tale of Two Cities)
- 1958: Wenn zwei Hochzeit machen (Happy Is the Bride)
- 1958: Indiskret (Indiscreet)
- 1958: Ich war Montys Double (I Was Monty’s Double)
- 1959: Die den Tod nicht fürchten (The Wreck of the Mary Deare)
- 1960: Unter zehn Flaggen (Sotto dieci bandiere)
- 1960: Dschungel der 1000 Gefahren (Swiss Family Robinson)
- 1961: Das Schlitzohr (On the Fiddle)
- 1962: Die eiserne Jungfrau (The Iron Maiden)
- 1962: Ein Toter sucht seinen Mörder (The Brain)
- 1963: Über den Wolken (Heavens Above!)
- 1964: Ist ja irre – ’ne abgetakelte Fregatte (Carry On Jack)
- 1964: Die Karriere des Chick B. (The Comedy Man)
- 1964: Schüsse in Batasi (Guns at Batasi)
- 1965: Die amourösen Abenteuer der Moll Flanders (The Amorous Adventures of Moll Flanders)
- 1965: Lady L
- 1965: Sherlock Holmes’ größter Fall (A Study in Terror)
- 1966: Willkommen, Mister B. (A Man Could Get Killed)
- 1966: Das Rätsel des silbernen Dreieck (Circus of Fear)
- 1967: Simon Templar und der Millionentrick (Simon Templar, Fernsehserie)
- 1967: Mit Schirm, Charme und Melone (The Avengers, Fernsehserie)
- 1969: Oh! What a Lovely War